# Сайра карликова
Сайра карликова (Cololabis adocetus) — риба родини Макрелещукові (Scomberesocidae). Зустрічається у східній Пацифіці у приповерхневих водах. Морська, пелагічна, тропічна океанодромна активно мігруюча риба.